# Rap-Tout
 (septembre 2023).
- Si vous ne connaissez pas le sujet, laissez ce bandeau (vous pouvez alors contacter les auteurs).
- Si vous supprimez le contenu mis en cause (vous pouvez préalablement contacter les auteurs),

argumentez précisément cette suppression dans la page de discussion
(un manque de référence n'est pas un argument ; une recherche réelle de référence doit avoir été effectuée, être formellement documentée).
Rap-Tout est une chanson humoristique de rap interprétée par les membres des Inconnus, un trio comique français réunissant Didier Bourdon, Bernard Campan et Pascal Légitimus, et sortie en 1991.
Le clip de la chanson est diffusé pour la première fois lors de la quatrième émission La Télé des Inconnus, le 14 juin 1991 sur Antenne 2. La chanson est par la suite interprétée sur scène dans certains des spectacles des Inconnus. Elle figure sur les albums Bouleversifiant ! et Les Étonnifiants des Inconnus.

## Description
Dans cette chanson (et le clip attenant), les Inconnus tiennent le rôle de trois frères, Urssaf, Camcras et Carbalas, des vampires qui « rapent » tout.
Le terme « Rapent tout » est un jeu de mots sur les frères Rapetou, personnages de Disney, des bandits qui tentent incessamment de voler de l'argent dans le coffre de Picsou ; de plus, le mot « rapent » est utilisé à double sens : les frères chantent le rap et font subir un « rapt fiscal » aux citoyens français.
Par ailleurs, les noms des vampires font référence à l'acronyme de trois organismes de cotisation, notamment pour les professionnels du spectacle :
- URSSAF : Union de recouvrement des cotisations de sécurité sociale et d'allocations familiales ;
- CAMCRAS : Caisse d’assurance maladie et caisse de retraite des activités du spectacle ;
- CARBALAS : Caisse de retraite du personnel des bals, activités de loisirs et associations du spectacle.

Le fond musical de la chanson s'inspire du titre Sadeness du groupe allemand Enigma, qui avait été un tube en 1990. À la fin, un orgue joue une sorte de requiem.
Cette chanson se moque du système fiscal français, jugé oppressant, confiscatoire, et qui comporte près de 200 impôts ou taxes différents.
Leur chanson énumère une longue liste de taxes, amendes, cotisations et impôts directs ou indirects, réels ou fictifs, dont les suivants, qui sont authentiques : jeux de la Française des jeux (Loto, Bingo) et du PMU (Tiercé, Quarté, Quinté, Quinté +), taxe foncière, taxe immobilière, taxe professionnelle, taxe d'apprentissage, taxes sur le tabac et les alcools, majorations relevées, vignettes et timbres fiscaux, cartes grises, assurances auto, procès verbaux, droits d'immatriculation, taxes sur les carburants, péages, fiscalité dans différentes situations (héritages, partages, mariages, concubinages), impôts locaux, impôts directs et indirects, impôts fonciers, impôts sur les grandes fortunes, impôts sur le revenu, Imposition forfaitaire annuelle, contribution sociale de solidarité des sociétés, cotisations sociales, plus-values, cotisation préretraite, actions, SICAV, salaires, bénéfices, droits de succession.
La chanson comporte la réplique « Salut ! T-V-A bien ? » qui renvoie à la phrase culte « Salut ! Tu-vas-bien ? » tirée d'une autre de leurs chansons (Auteuil, Neuilly, Passy), et à laquelle les Inconnus font d'ailleurs référence dans d'autres saynètes.

## Clip
Dans le clip vidéo de la chanson, le palais de l'Élysée apparaît sous un ciel inquiétant tel le château de Dracula. Les Inconnus sont déguisés en vampires, avec un nœud papillon bleu-blanc-rouge (les couleurs du drapeau français).
La pochette du 45 tours, ainsi que la jaquette du DVD Ze Inconnus Story - Le bôcoup meilleur VOL. 1 représentent Les Inconnus dans ce déguisement.
Dans le clip, on voit par moments des visages d'hommes politiques français, ornés de dents de vampires : notamment Charles Pasqua, Édith Cresson (à l'époque premier ministre), François Mitterrand (à l'époque le président de la République), Pierre Bérégovoy (à l'époque le ministre de l'Économie et des Finances) et Jacques Chirac.
On voit aussi à un moment une horloge se rapprocher de minuit, qui correspond à l'heure à laquelle les vampires sortent de leur cercueil mais aussi à l'heure avant laquelle il faut poster sa déclaration d'impôt, le dernier jour. Ensuite, à l'entrée d'un tunnel est inscrite une version déformée de la devise de la République française « Liberté, Égalité, Fraternité », parodiée en « Liberté, Égalité, Fiscalité ».
Dans le clip, un homme riche repousse les vampires en leur présentant un passeport de Monaco (la principauté de Monaco étant considérée comme un « paradis fiscal »), au lieu du crucifix habituel.
Dans une galerie se trouvent des portraits représentant des stars qui ont connu des démêlés avec le fisc : Alain Barrière, Michel Polnareff, Charles Aznavour (le dernier portrait est un point d'interrogation pour signifier le mystère quant à la prochaine personnalité concernée).
Les vampires ouvrent leur cercueil tour à tour ; le premier révèle un T, le deuxième un V et le troisième un A ; c'est alors qu'ils se disent : « Salut ! T-V-A bien ? ».
Un homme tente d'enfoncer un pieu dans le cœur d'un des vampires, mais celui-ci révèle que son cœur est protégé par un lingot d'or, glissé sous sa chemise. Au même moment, la chanson mentionne que les vampires sont après « tes lingots » entre autres.
À la fin du clip, trois hommes qui suivent un corbillard se retournent : il s'agit des trois vampires, qui montrent un regard effrayant et poussent un rire diabolique ; une allusion au clip Thriller de Michael Jackson. On peut également voir inscrit à la toute fin du clip, en bas de l'écran, « Taxé par Pullicino », en référence à Gérard Pullicino, le réalisateur français qui a collaboré avec les Inconnus.

## Autour de la chanson
- Peu après la diffusion du sketch, les Inconnus auraient eu droit chacun à un contrôle fiscal[2].
- En réponse à cette chanson, le gouvernement français réalisa un clip vidéo reprenant la même rythmique que celui de la chanson, pour vanter l’intérêt des impôts[3],[4]. Un extrait de cette chanson, peu connue, a été dévoilé dans l'émission Les Enfants de la télé dans les années 2000[5].